# Venino Naldi
Venino Naldi (Baricella, 12 ottobre 1928 – Bologna, 26 novembre 1966) è stato un pittore, scultore, ceramista e orafo italiano.

## Biografia
Fu allievo presso l'istituto statale d’arte di Bologna e si diplomò presso l'Accademia di Belle Arti di Bologna.
Dopo il conseguimento del diploma inizia a insegnare presso l'Istituto Statale d'Arte dove aveva ottenuto la cattedra di Disegno dal vero.
La sua attività s'incentrò soprattutto nel territorio di appartenenza di nascita; a partire dal 1958 espose in mostre personali e collettive in diverse regioni italiane. Partecipò alle edizioni del 1964, 1965 e 1966 della Rassegna internazionale d'arte G. B. Salvi; nella seconda fu vincitore ex aequo, insieme a Valentino Biagioli e Alfonso Pone, del primo premio per la sezione pittura. Prese inoltre parte al XVIII Premio Suzzara.
Inizialmente il suo percorso artistico consapevole fu caratterizzato dall'approccio con l’informale, che nel giro di pochi anni diventerà progressivamente surrealista. In questo suo percorso surrealista, l'artista si approccia all'esplorazione di temi fantascientifici e avveniristici. Una parte della sua produzione è difatti costellata da una predilezione per macchine dedite ai viaggi spaziali.